# ای‌سی‌سی (زبان برنامه‌نویسی)
ای‌سی‌سی (به انگلیسی: Acc) یک کامپایلر مشابه C، برای برنامه‌های سیستم عامل DOS برای سری کامپیترهای IBM است. کامپایلر و برنامه‌های کامپایل شده روی هر اینتل ۸۰۳۸۶ یا کامپیوترهای IBM که MS-DOS دارند، کار می‌کنند. همراه کامپایلر یک اسمبلر ۳۸۶ یک ارتباط دهنده برای ترکیب فایل‌های چند منظوره وجود دارد. همچنین دو کتابخانه وجود دارد، مدل محافظت شده گسترش دهنده DOS  (بر اساس توماس پایتل، ایکا ترن PMODE30B + PMODE۳۰۷ گسترش دهنده DOS)، و یک کتابخانه وظایف که قابلیت استفاده شدن توسط برنامه‌های C را دارد.

اشاره گرها ۴ بایت هستند و می‌توانند به تمام حافظه موجود دسترسی داشته باشند. تمام حافظه‌ها نیز می‌توانند اختصاص داده شوند. کامپایلر، اسمبلر و ارتباط دهنده همه خیلی کوچک و خیلی سریع هستند.
1. ↑  "Get Started | OpenACC". www.openacc.org. Retrieved 2019-03-14.